# Мошковцы
Мошковцы (укр. Мошківці) — село в Войниловской поселковой общине Калушского района Ивано-Франковской области Украины.
Население по переписи 2001 года составляло 344 человека. Население по данным сайта postcode.in.ua составляет 263 человека. Занимает площадь 2,91 км². Почтовый индекс — 77311. Телефонный код — 03472.